# Ann-Marie Gyllenspetz
Ann-Marie Gyllenspetz-Fogelquist, ogift Gyllenspetz, född 7 november 1932 i Örgryte, Göteborg, död 10 februari 1999 i Lunds Allhelgonaförsamling, Skåne län, var en svensk skådespelare.

## Biografi
Gyllenspetz studerade teater i Göteborg och var en av dem som startade Atelierteatern 1951–1953 (bland övriga grundare märks Birgitta Andersson och Dan Sjögren). Hon upptäcktes av Lars-Eric Kjellgren och filmdebuterade i hans Ingen mans kvinna 1953, varpå hon fick elevkontrakt vid Svensk Filmindustri. Hon flyttade till Stockholm och spelade förutom i filmer även teater på Vasateatern, Lilla Teatern och Alléteatern. Hon gifte om sig med konstnären Jörgen Fogelquist och flyttade till Lund, och filmrollerna blev därefter allt färre. På 1980-talet återkom hon, och spelade bland annat i TV-storsatsningen Träpatronerna (1984, 1988). Hon gjorde sammanlagt drygt 30 roller på film och TV.
Gyllenspetz var 1954–1956 gift med skådespelaren Ove Tjernberg (1928–2001) och 1959 till sin död med konstnären Jörgen Fogelquist (1927–2005). Hon var mor till journalisten Jonas Fogelqvist, Maria Fogelquist och skådespelaren Jenny Fogelquist.
Gyllenspetz är begravd på Norra kyrkogården i Lund.

## Filmografi
- 1953 – Ingen mans kvinna
- 1954 – I rök och dans
- 1954 – Gula divisionen
- 1954 – Simon Syndaren
- 1955 – Ljuset från Lund
- 1955 – Stampen
- 1956 – Den hårda leken
- 1956 – Sången om den eldröda blomman
- 1957 – Som man bäddar...
- 1957 – Prästen i Uddarbo
- 1957 – Möten i skymningen
- 1957 – Far till sol och vår
- 1958 – Laila
- 1958 – Nära livet
- 1958 – Vi på Väddö
- 1958 – Prästen i Uddarbo
- 1959 – Lejon på stan
- 1965 – Kärlek 65
- 1968 – Ole dole doff
- 1968 – Bombi Bitt och jag (TV-serie)
- 1969 – Pippi Långstrump (TV)
- 1970 – Grisjakten
- 1977 – Hempas bar
- 1984 – Träpatronerna (TV-serie)
- 1985 – Till minnet av Mari (TV-serie)
- 1985 – August Palms äventyr (TV-serie)
- 1988 – Träpatronerna (TV-serie)

## Teater

### Roller (ej komplett)
| År   | Roll            | Produktion                                                         | Regi               | Teater                |
| ---- | --------------- | ------------------------------------------------------------------ | ------------------ | --------------------- |
| 1951 |                 | Loulou Marcel Thiébaut                                             | Ernst Eklund       | Lisebergsteatern      |
| 1951 | Dottie          | Sex i elden Francis Swann                                          | Josef Kornfeld     | Atelierteatern        |
| 1952 | Marianne Gassin | Lyckliga dagar Claude-André Puget                                  | Josef Kornfeld     | Atelierteatern        |
| 1952 | Julia           | Albert och Julia, eller Kärleken efter döden Erik Johan Stagnelius | Ove Tjernberg      | Atelierteatern        |
| 1952 | Astri           | Jag älskar Hans Peterson                                           | Lars Barringer     | Atelierteatern        |
| 1953 | Irene           | Syskon H.C. Branner                                                | Hans Råstam        | Atelierteatern        |
| 1953 | Den andra       | Ole-dole-doff André Roussin                                        | Josef Kornfeld     | Atelierteatern        |
| 1953 |                 | I Italien Hjalmar Bergman                                          | Lars-Erik Liedholm | Korallen, Stenungsund |
| 1959 |                 | Vid skilda bord Terence Rattigan                                   | Per Gerhard        | Vasateatern           |